# تريكاستانيي
تريكاستانيي (بالإيطالية: Trecastagni)‏ هي بلدة تقع في مقاطعة كاتانيا في صقلية في إيطاليا ويبلغ عدد سكانها 8936 نسمة.

## السكان
في سنة 1861 بلغ عدد السكان 3٬038 نسمة، وتطور العدد ليصل في سنة 2011 لـ 10٬482 نسمة.
يظهر هذا المخطط البياني تطور النمو السكاني لـ تريكاستانيي